# Прашедес, Бруно
Бру́но Консейса́н Праше́дес (порт.-браз. Bruno Conceição Praxedes; родился 8 февраля 2002, Итабораи) — бразильский футболист, опорный полузащитник клуба «Ред Булл Брагантино», выступающий на правах аренды за клуб «Васко да Гама».

## Биография
Бруно Прашедес — уроженец муниципалитета Итабораи штата Рио-де-Жанейро. В юношеские годы занимался футболом в школах «Флуминенсе» и «Интернасьонала». 1 февраля 2020 года дебютировал за последних во взрослом футболе в поединке Лиги Гаушу против «Ипиранги».
21 мая 2020 года футболист продлил контракт с клубом сроком на пять лет. 9 августа Бруно Прашедес дебютировал в бразильской серии А в поединке против «Коритибы», выйдя на поле в стартовом составе и будучи заменённым на 69-й минуте Тиаго Гальярдо.
С 2021 года выступает за «Ред Булл Брагантино». В том же году этот клуб впервые в своей истории вышел в финал международного турнира — Южноамериканского кубка. Бруно Прашедес в этой кампании сыграл в семи матчах своей команды из 13, и забил один гол.
Действует в опорной зоне, непосредственно перед защитниками. Рабочая нога — левая, хорошо развит физически. Обладает невысокой стартовой скоростью, предпочитая игру в контроль мяча.

## Достижения
- Вице-чемпион Бразилии (1): 2020
- Финалист Южноамериканского кубка (1): 2021